# Villademor de la Vega
Villademor de la Vega es un municipio y villa española de la provincia de León, en la comunidad autónoma de Castilla y León. Cuenta con una población de 291 habitantes (INE 2024).

## Toponimia
Se desconoce el origen exacto del nombre de Villademor de la Vega aunque siendo en la zona muy comunes los nombres de poblaciones que comienzan con «villa» y habiéndose encontrado algunos restos de cerámicas y esculturas romanas en otras localidades cercanas, se puede especular con la posibilidad de que la denominación haga referencia a una antigua villa de la época romana o medieval junto con el nombre del que hubiera podido ser su posible dueño (Amor, Hamor o Maurus). También la cercanía del río Esla permite pensar en la posibilidad de un hidrónimo a través de la raíz prerromana -mor, «agua» o «río».
La localidad aparece nombrada en diferentes documentos conservados a lo largo del tiempo como Villam de Amor (926), Villa de Maure (1060), Villa Mauro (1186), Villadamor (1237), Villademor (1264), Villa de Amor (1586), Villa de Mor (1591) y Villademor de la Vega (1757). En un mapa de finales del siglo XVIII figura con el nombre de Villamor del Agua.

## Geografía

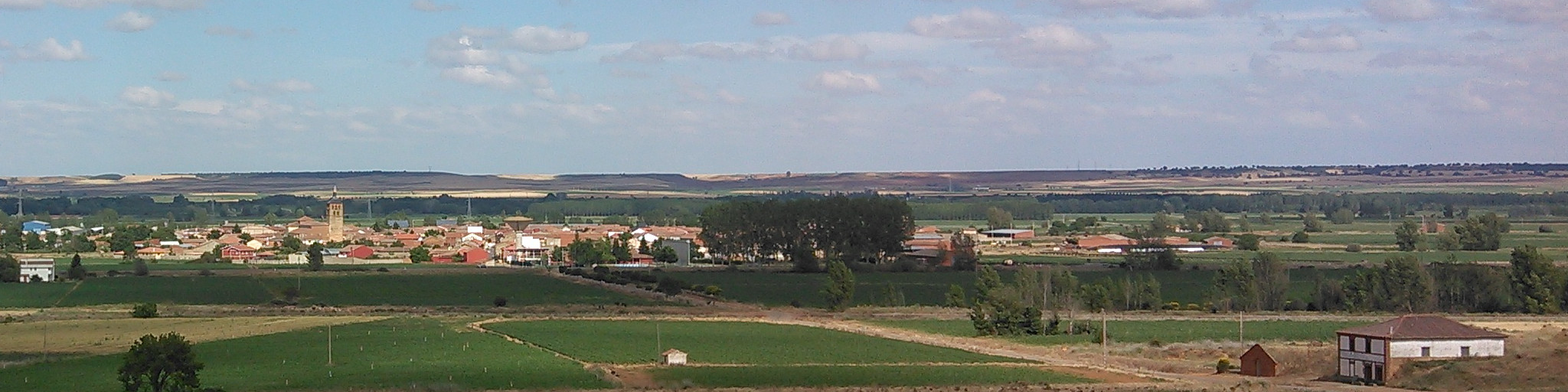
Vista panorámica de Villademor de la Vega. El término municipal es un terreno fundamentalmente llano y dedicado principalmente a los cultivos

Villademor de la Vega es un municipio de 16,63 km² situado en la margen derecha del río Esla en la comarca histórica de la Vega de Toral y en la comarca agraria de Esla-Campos, a 38 kilómetros de la ciudad de León. Su término municipal se encuentra en un terreno fundamentalmente llano aunque con una suave pendiente que baja desde el Páramo hasta la ribera del río cruzando la Vega de Toral. Su clima es de tipo mediterráneo continentalizado con inviernos fríos y veranos secos y cálidos.
Los municipios limítrofes con Villademor de la Vega son:
| Noroeste: San Millán de los Caballeros | Norte: San Millán de los Caballeros | Noreste: Valencia de Don Juan |
| Oeste: Laguna de Negrillos             |                                     | Este: Valencia de Don Juan    |
| Suroeste Laguna de Negrillos           | Sur: Toral de los Guzmanes          | Sureste: Valencia de Don Juan |

## Historia

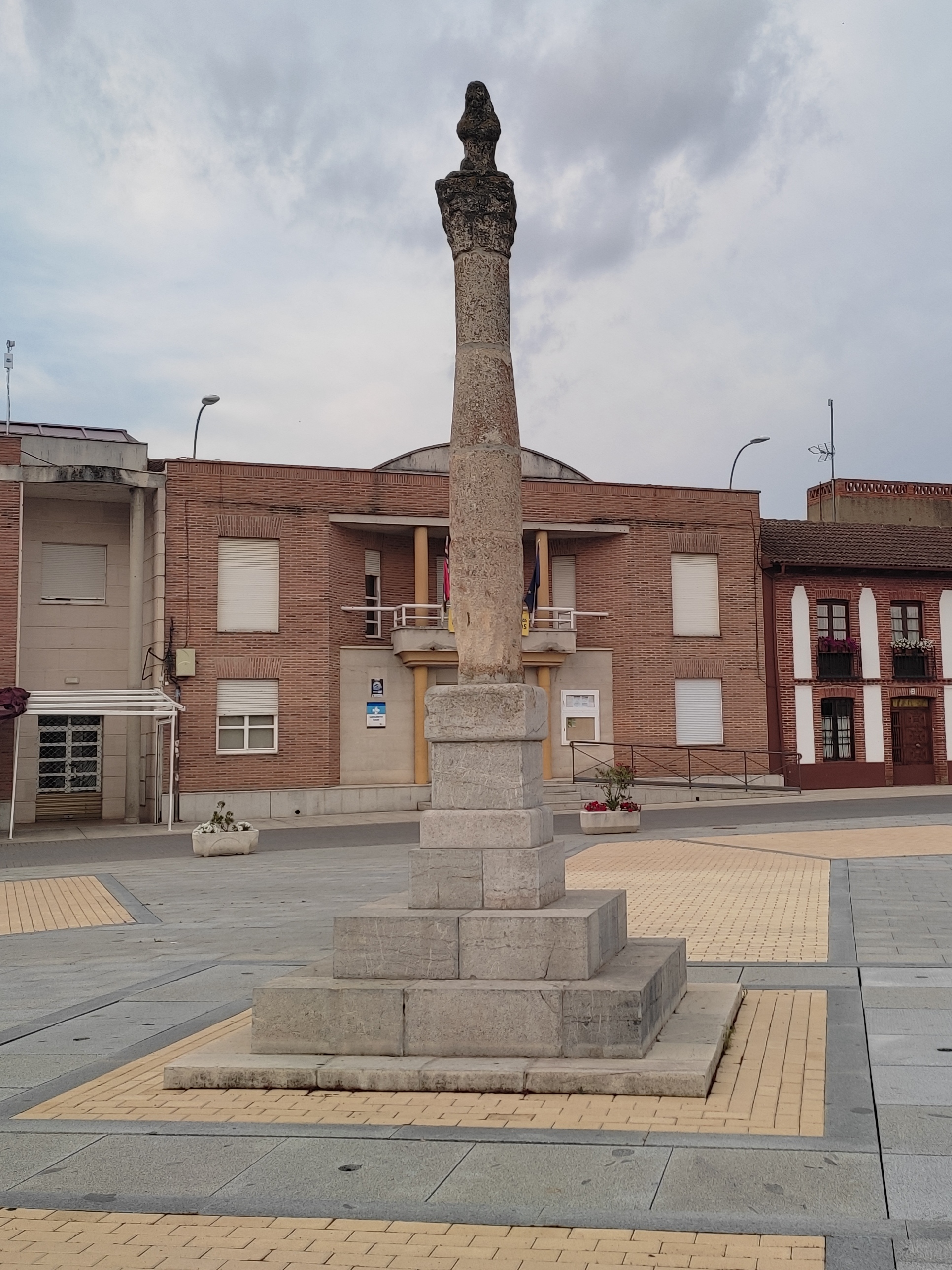
El rollo de justicia fue erigido en el para señalar la emancipación jurisdiccional de la villa

Durante la Reconquista la Meseta se fue repoblando con grupos de colonos para cultivar la tierra acompañados de unas condiciones jurídicas favorables.
La primera noticia documentada sobre la existencia de Villademor de la Vega data del año 926 al citarse al pueblo y su iglesia en un documento del infante Ramiro Alfónsez, hijo del rey Alfonso III, en el que confirmó unas donaciones hechas por sus predecesores a la Diócesis de Oviedo.

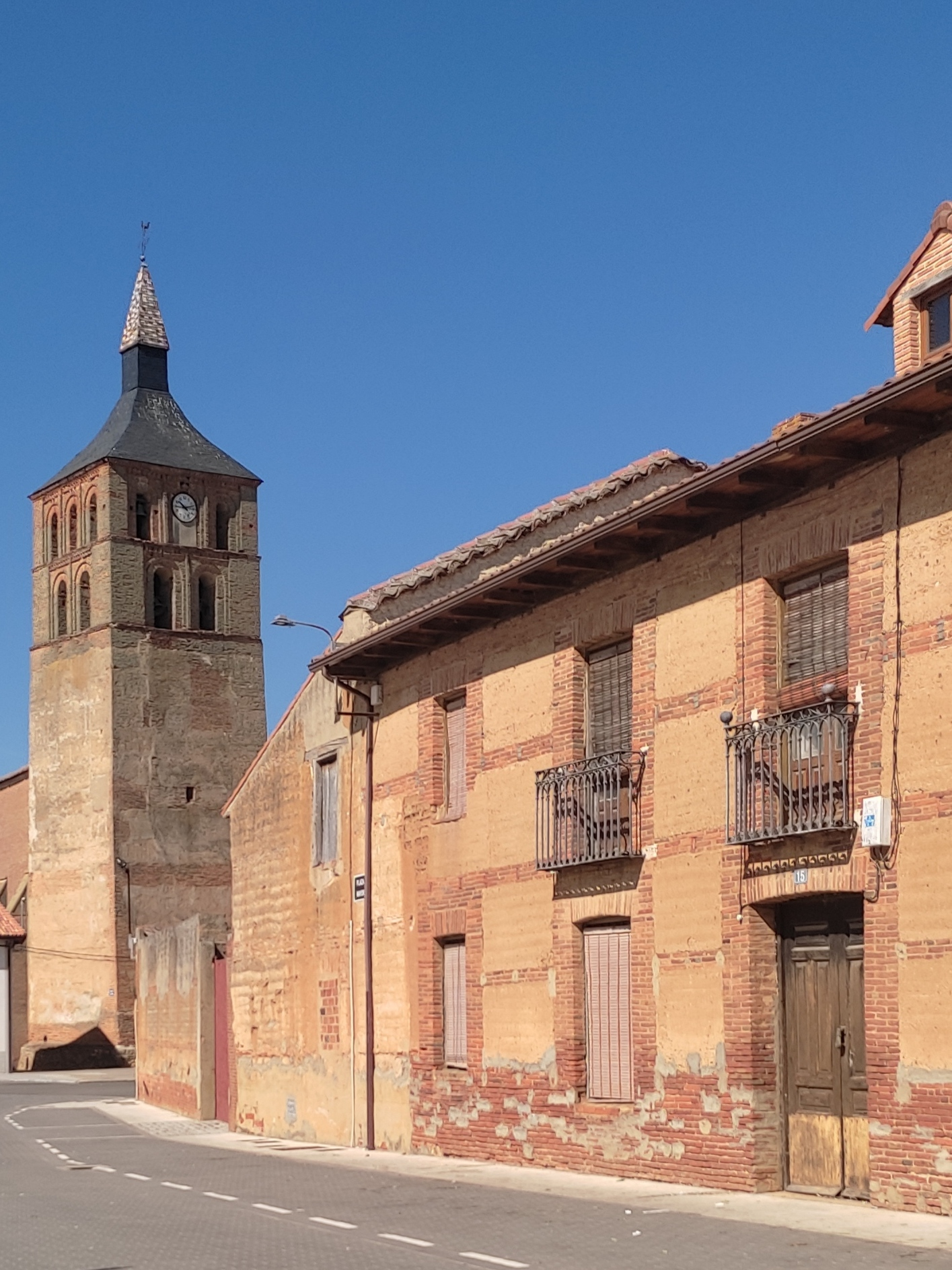
La arquitectura vernácula está basada en los materiales derivados de las tierras arcillosas. En la imagen torre y casa tradicional construidas a base de tapial y ladrillo

En 1128 el rey Alfonso VII concedió al pueblo derechos de riego, construcción de molinos, edificación y aprovechamientos de pastos, siendo confirmados por el rey Fernando II en 1161. La Orden de Santiago recibió del rey bienes en el siglo XII.
Villademor de la Vega perteneció al Condado de Valencia de Don Juan y su parroquia a la Diócesis de Oviedo (relación que se mantuvo hasta 1955 que pasó a la diócesis de León) y se administró a través de un concejo, instrumento para el gobierno y gestión de los comunales, que gozaba de bastante autonomía respecto a los poderes real y señorial y que en un principio funcionó con el régimen de concejo abierto con participación de la población masculina, para ir transformándose posteriormente a lo largo del siglo XVI en una institución más burocratizada y cerrada. El documento más antiguo que se conserva que cita al concejo data de 1430. En el archivo del ayuntamiento se ha encontrado un manuscrito de 1444.
En 1658 el concejo solicitó ser eximido de la jurisdicción de Valencia de Don Juan sin perjuicio de las regalías y derechos del conde y la adquisición de jurisdicción propia civil y criminal y el título de villa. La Corona concedió la jurisdicción propia y el villazgo en 1659 tras el pago de 1000 ducados. En los años posteriores se erigió un rollo de justicia para señalar la emancipación jurisdiccional de la villa.
En 1679 se constituyó una comunidad de pastos y términos entre los concejos de Villademor de la Vega y San Millán de los Caballeros.
Entre los años 1737 y 1769 la villa fue sede de la Vicaría de San Millán, organismo delegado de la diócesis para funciones judiciales eclesiásticas y algunas administrativas y que evitaba a los diocesanos de la Meseta el viajar hasta Oviedo para realizar algunos procedimientos y gestiones. Este organismo estuvo situado anteriormente en San Millán de los Caballeros y al abandonar la villa se trasladó a Benavente.
En 1879 la vecina María Antonia Cid de la Fuente denunció a su marido por una paliza y ganó el posterior juicio de faltas. Este hecho es uno de los primeros casos documentados de violencia doméstica llevada ante la Justicia en la provincia de León.
En el siglo XIX tuvo lugar la desamortización de bienes eclesiásticos en la villa y se construyó el Canal del Esla que propició el aumento de las tierras de regadío en la Vega de Toral. En 1967 se amplió el canal, llamado por los lugareños «la Ría», siendo dotado con un nuevo trazado en gran parte de su recorrido.

## Demografía

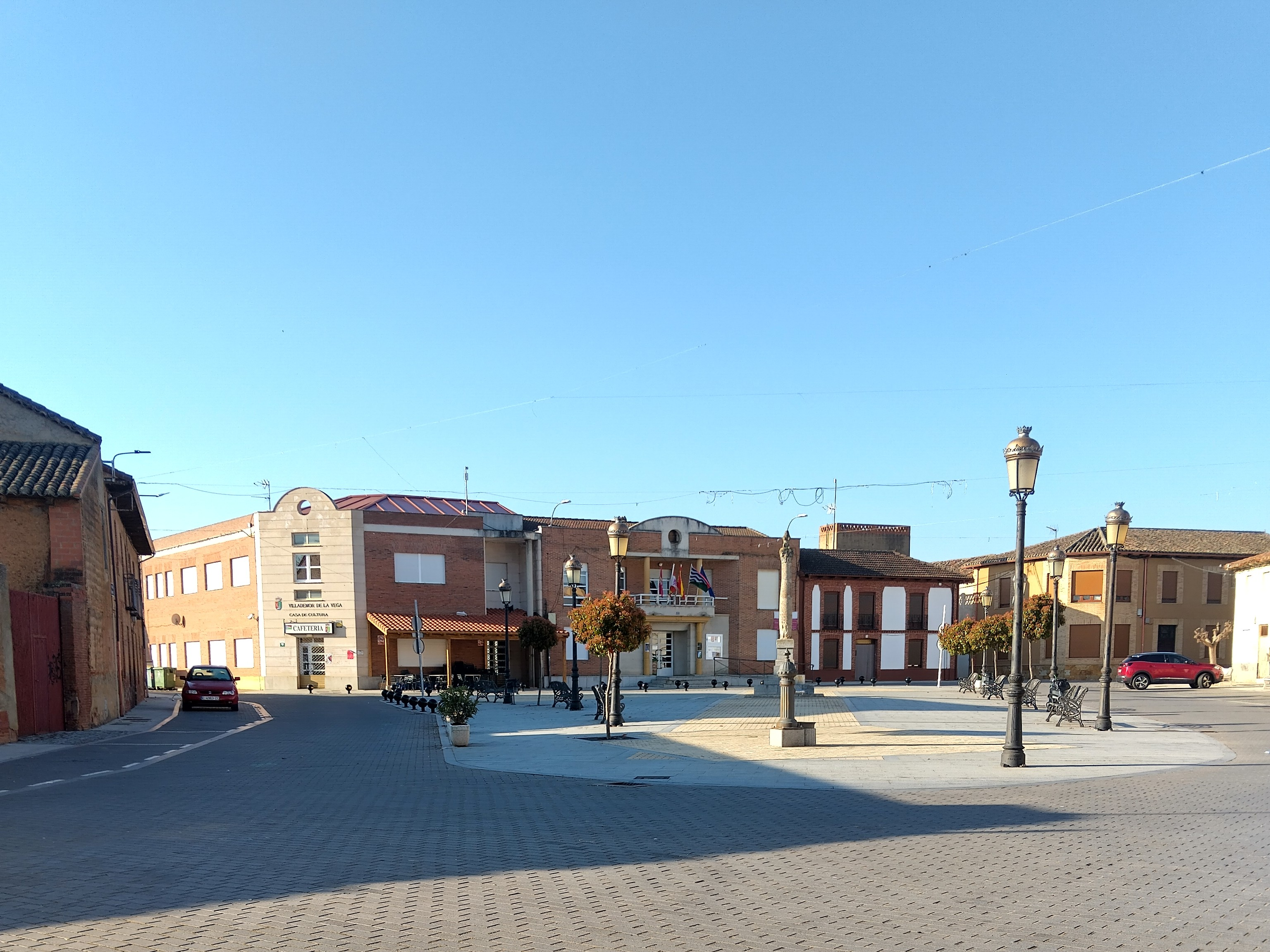
Plaza Mayor

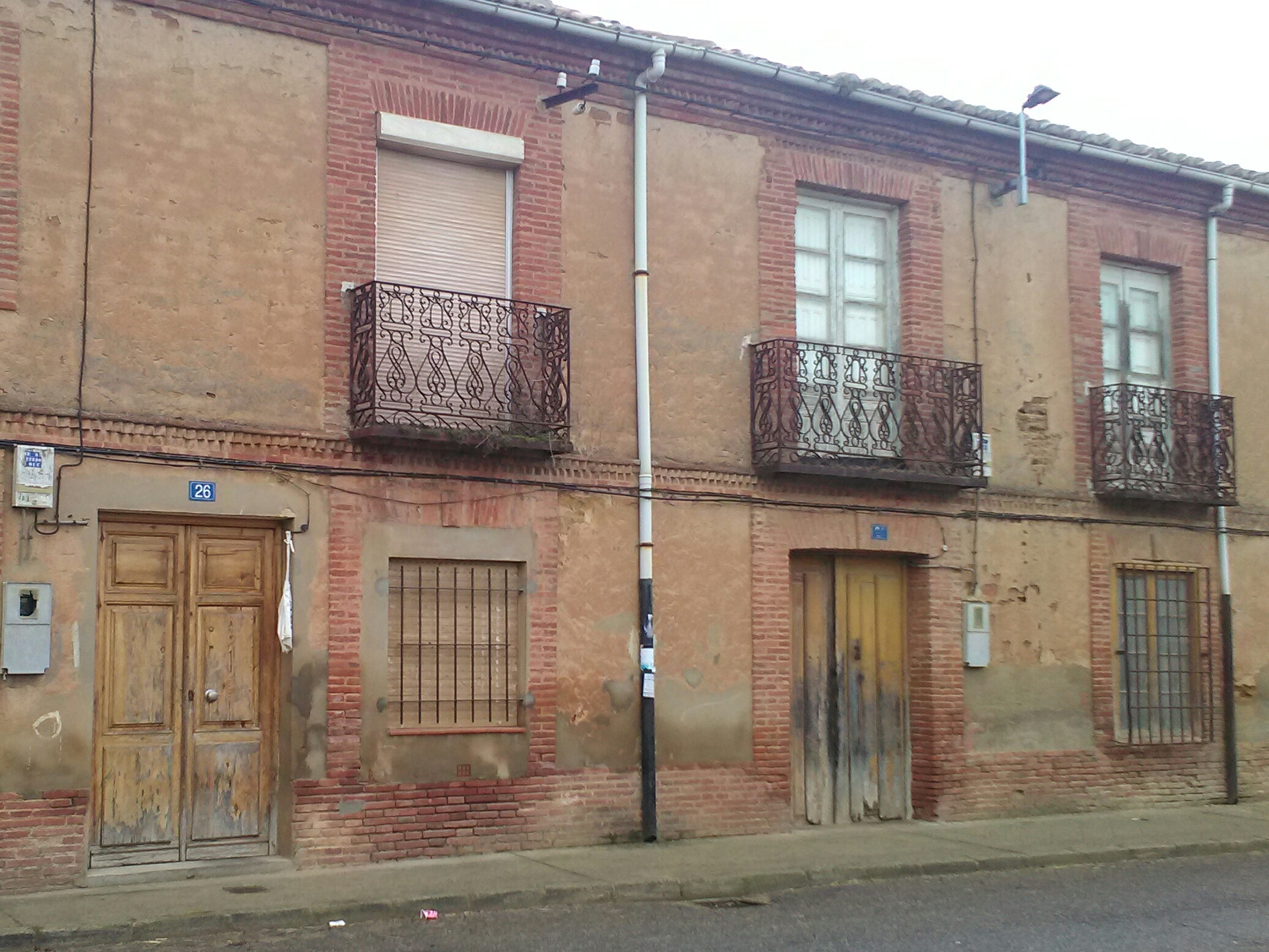
Casas tradicionales en la calle Mayor

Cuenta con una población de 291 habitantes (INE 2024).
| Gráfica de evolución demográfica de Villademor de la Vega entre 1857 y 2021 |
| |
| Población de derecho según los censos de población del INE Población de hecho según los censos de población del INE Entre el censo de 1857 y el anterior aparece este municipio porque se segrega de Toral de los Guzmanes |

## Economía

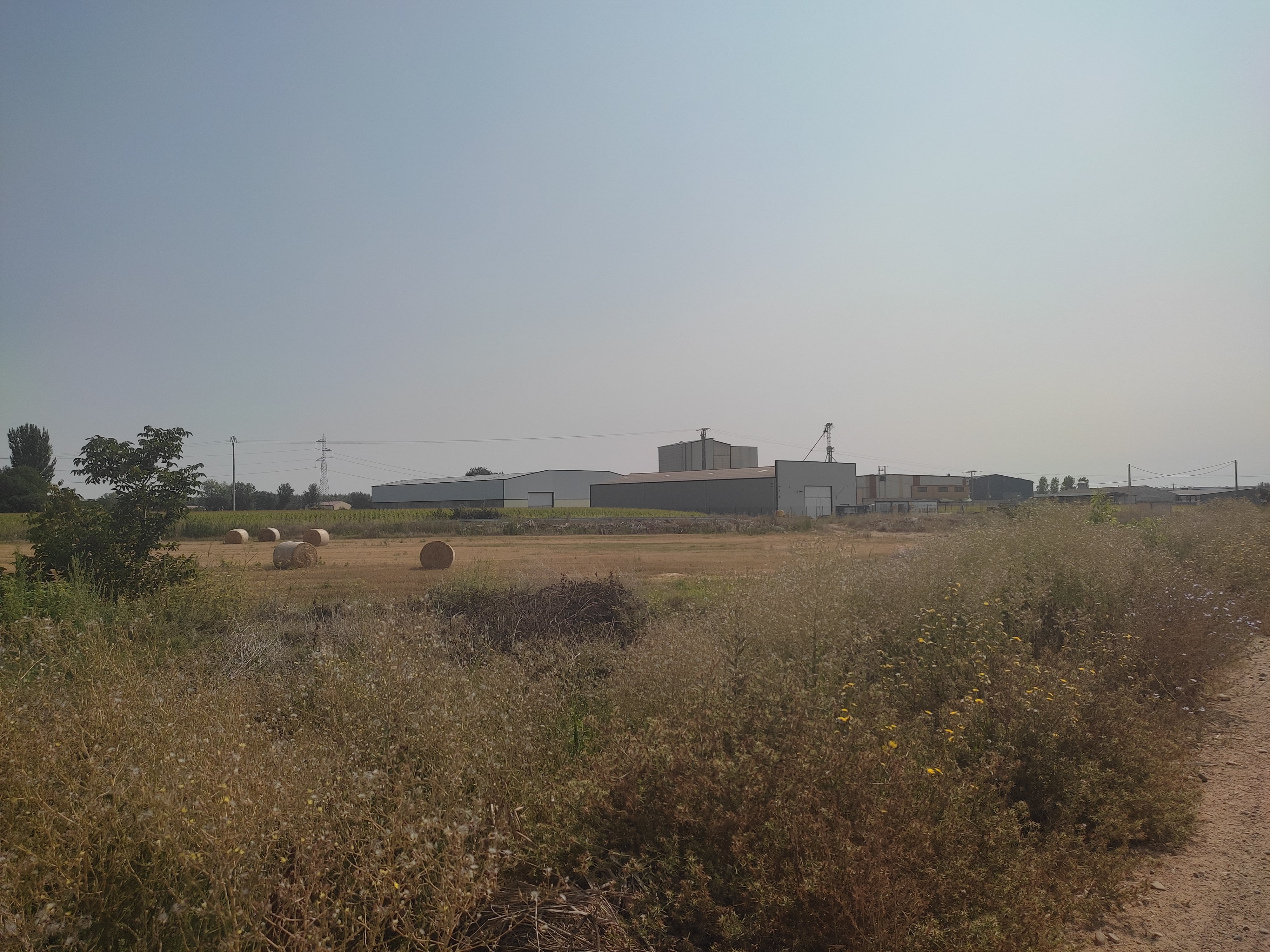
Naves industriales rodeadas de campos de cultivo

Villademor de la Vega tiene una economía eminentemente agrícola y ganadera. Su término municipal se encuentra dentro de la zona de producción de los vinos amparados por la denominación de origen León y las indicaciones geográficas Cecina de León, Pimiento de Fresno-Benavente y Lechazo de Castilla y León y en la ribera del río Esla hay plantaciones de choperas. También existen negocios relacionados con la construcción, talleres, una fábrica de alimento para el ganado, una lavandería y servicios como cafetería.

## Símbolos

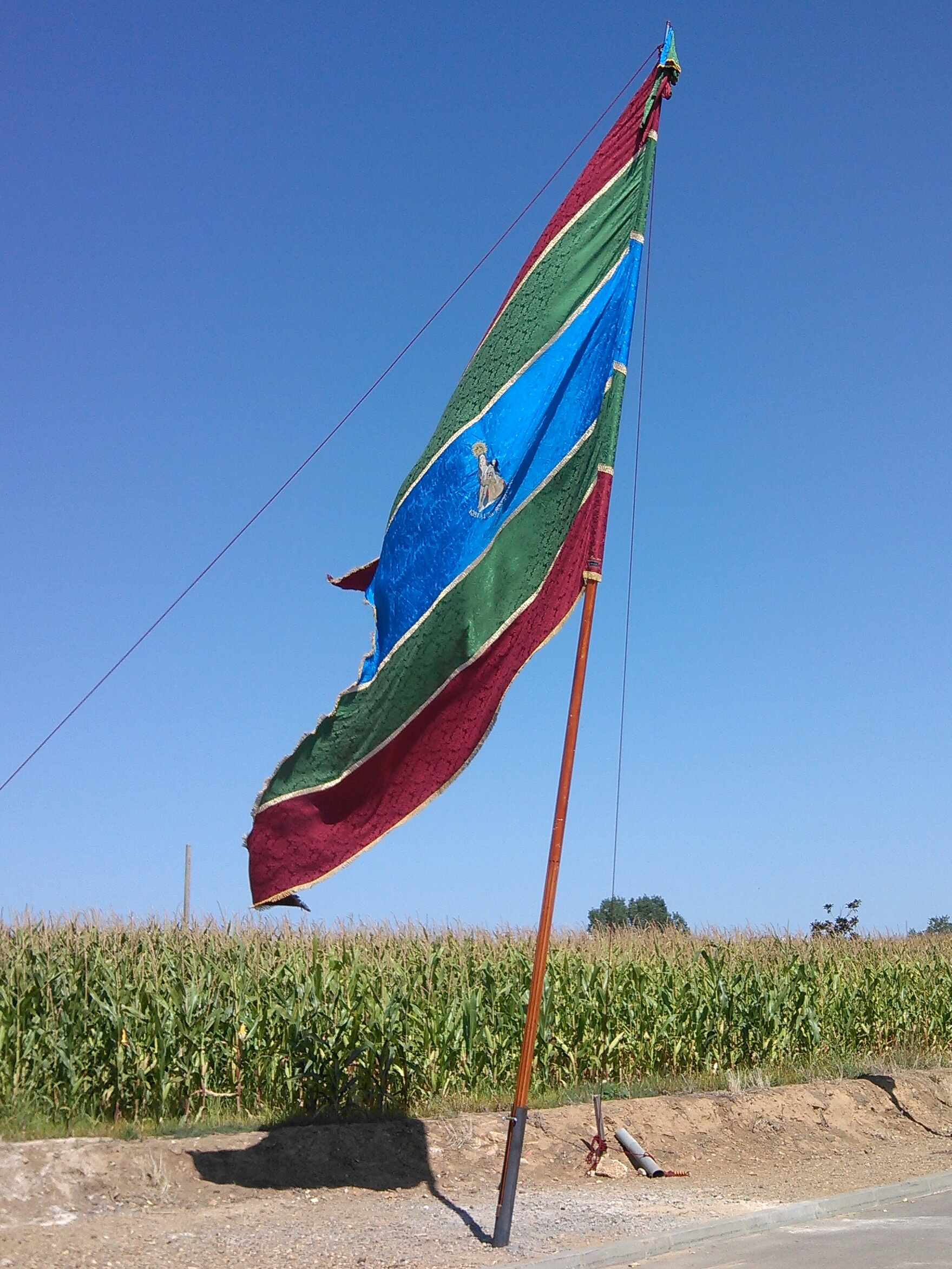
Pendón de la villa

El escudo y la bandera de Villademor de la Vega son de factura reciente, adoptados oficialmente en el año 2000. El blasonado del escudo es como sigue: «Escudo partido y entado en punta: 1.º de gules, dos llaves de plata pasadas en aspa; 2.º de sínople, un rollo de oro; en punta ondas de plata y azur. Al timbre corona real española». Las llaves representan a San Pedro, advocación de la iglesia parroquial, el rollo de justicia refleja el existente en la villa y las ondas hacen referencia al río Esla.
La bandera se describe de la siguiente manera: «Paño rectangular de proporciones 2/3, con un triángulo que tiene su vértice en el centro del batiente y su base en el asta con diez franjas horizontales onduladas alternativamente blancas y azules; el triángulo superior del batiente del paño de color rojo y el inferior verde».
La tradición del pendón de la villa es más antigua aunque se había perdido hacia la década de 1940 para volverse a recuperar en 2011. Está formado por cinco franjas donde se alternan, por este orden, los colores carmesí, verde, azul, verde y carmesí, separadas a su vez por cuatro cenefas doradas y tiene en la franja azul una imagen de la Virgen de la Piedad sobre la inscripción «Villademor de la Vega».

## Cultura

### Patrimonio

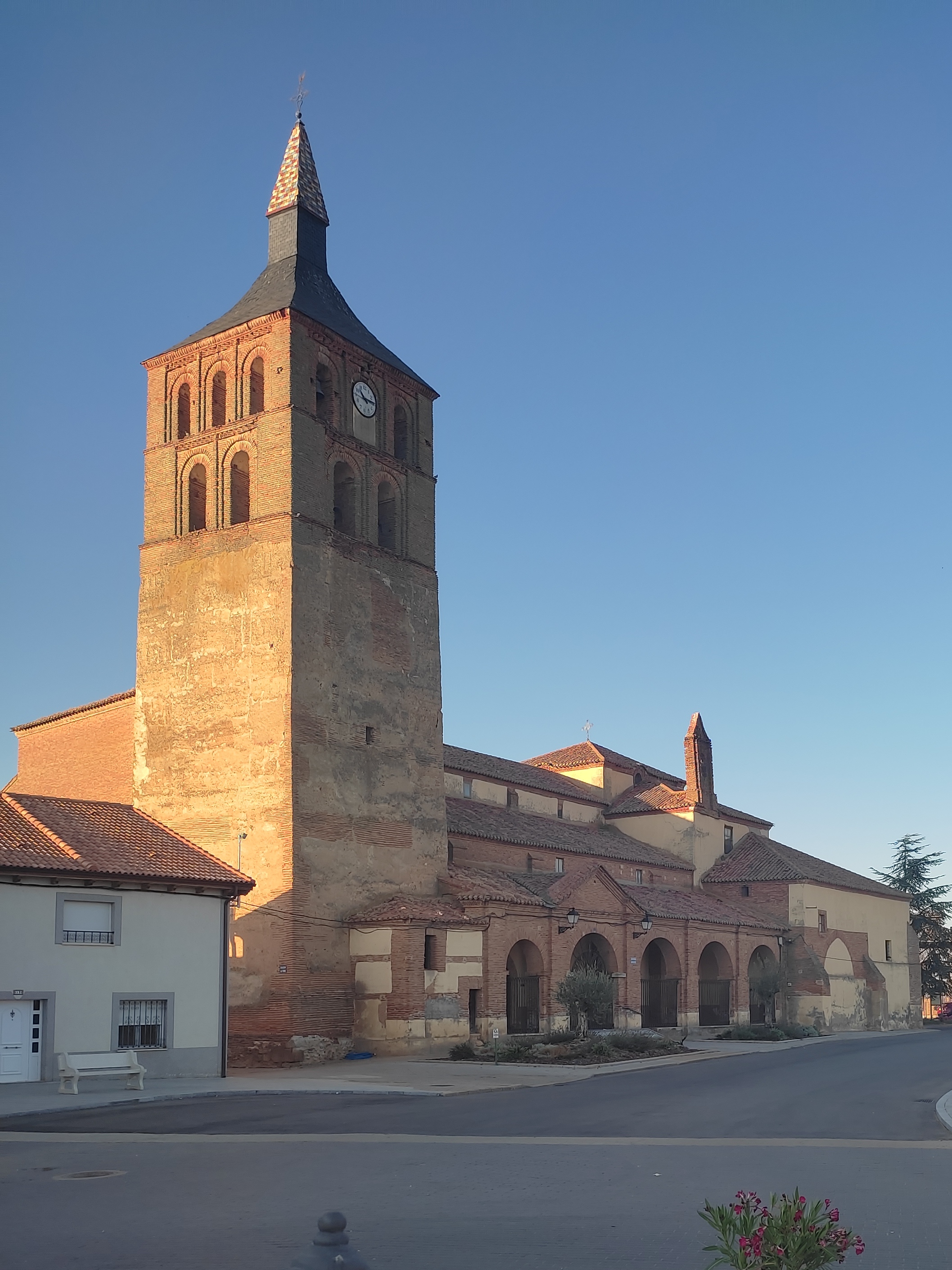
Iglesia parroquial de San Pedro Apóstol

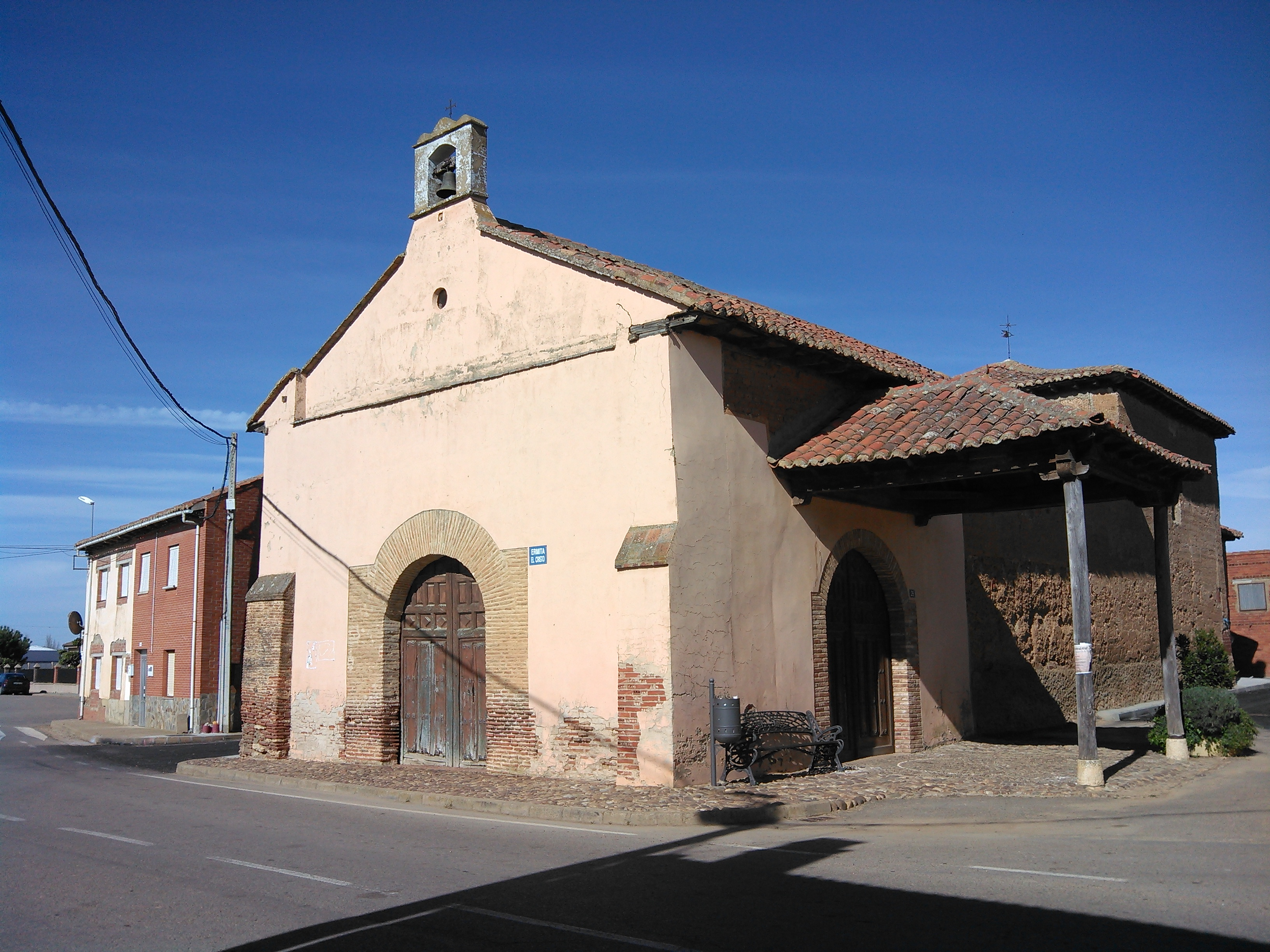
Ermita del Bendito Cristo

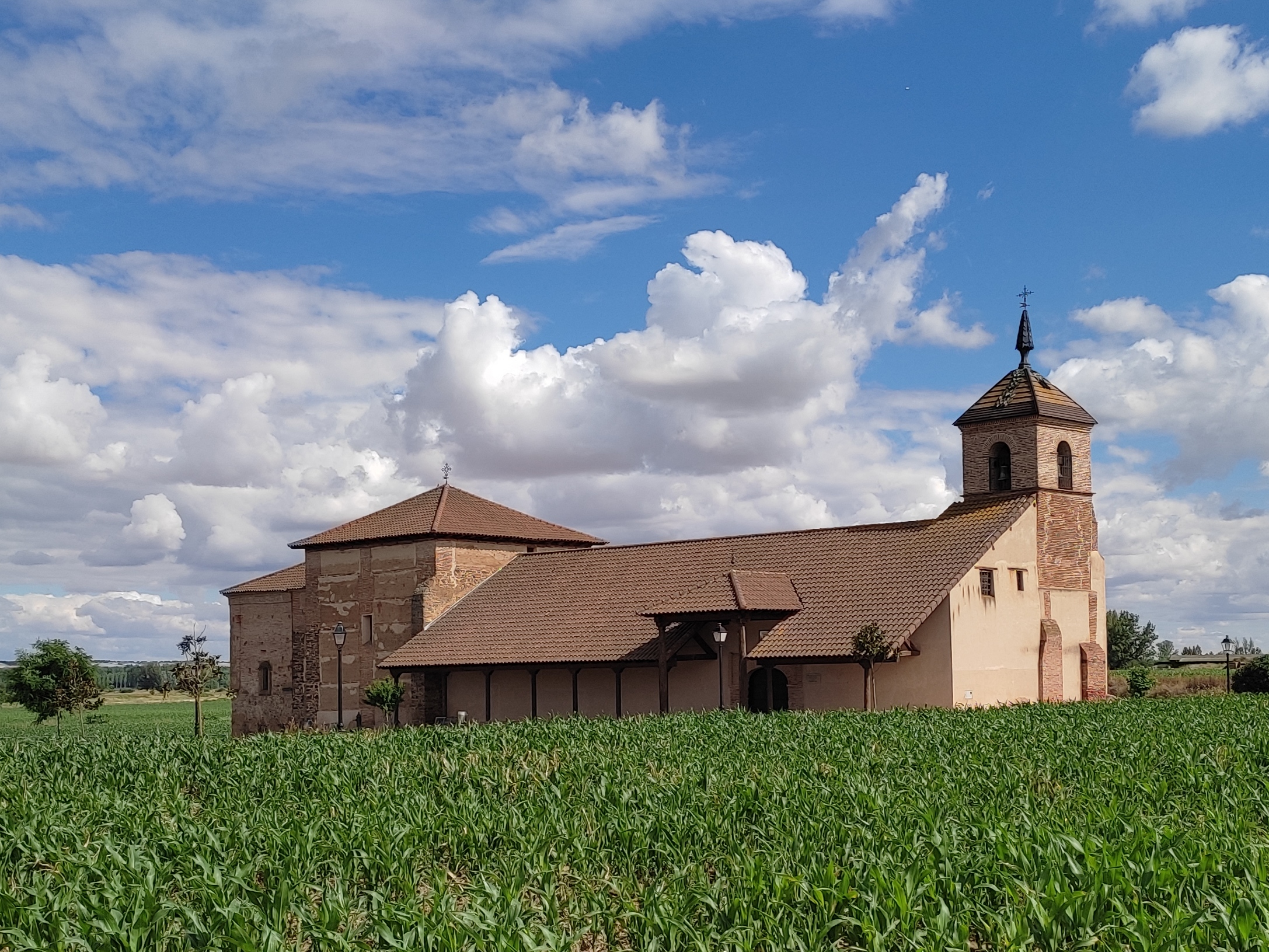
Ermita de la Piedad

Destacan la Iglesia parroquial de San Pedro Apóstol con una torre de estilo mudéjar y el rollo de justicia en la contigua plaza, declarado bien de interés cultural en 1963, y que es conocido como «la Mona» por los lugareños. También en la plaza dos casas hidalgas con escudo. Otros puntos de interés son las ermitas del Bendito Cristo y de la Piedad, un conjunto de unas noventa bodegas tradicionales, un palomar y un antiguo lavadero.

### Gastronomía
Entre otros son típicos platos como el cocido, las lentejas estofadas o los productos de matanza como el farinato.

### Festividades
- La Piedad, el segundo fin de semana de enero
- San Antonio Abad, el tercer fin de semana de enero
- San Isidro, el 15 de mayo
- Fiesta del Señor, el domingo siguiente al Corpus
- San Pedro, el 29 de junio
- Nuestra Señora, el 8 de septiembre

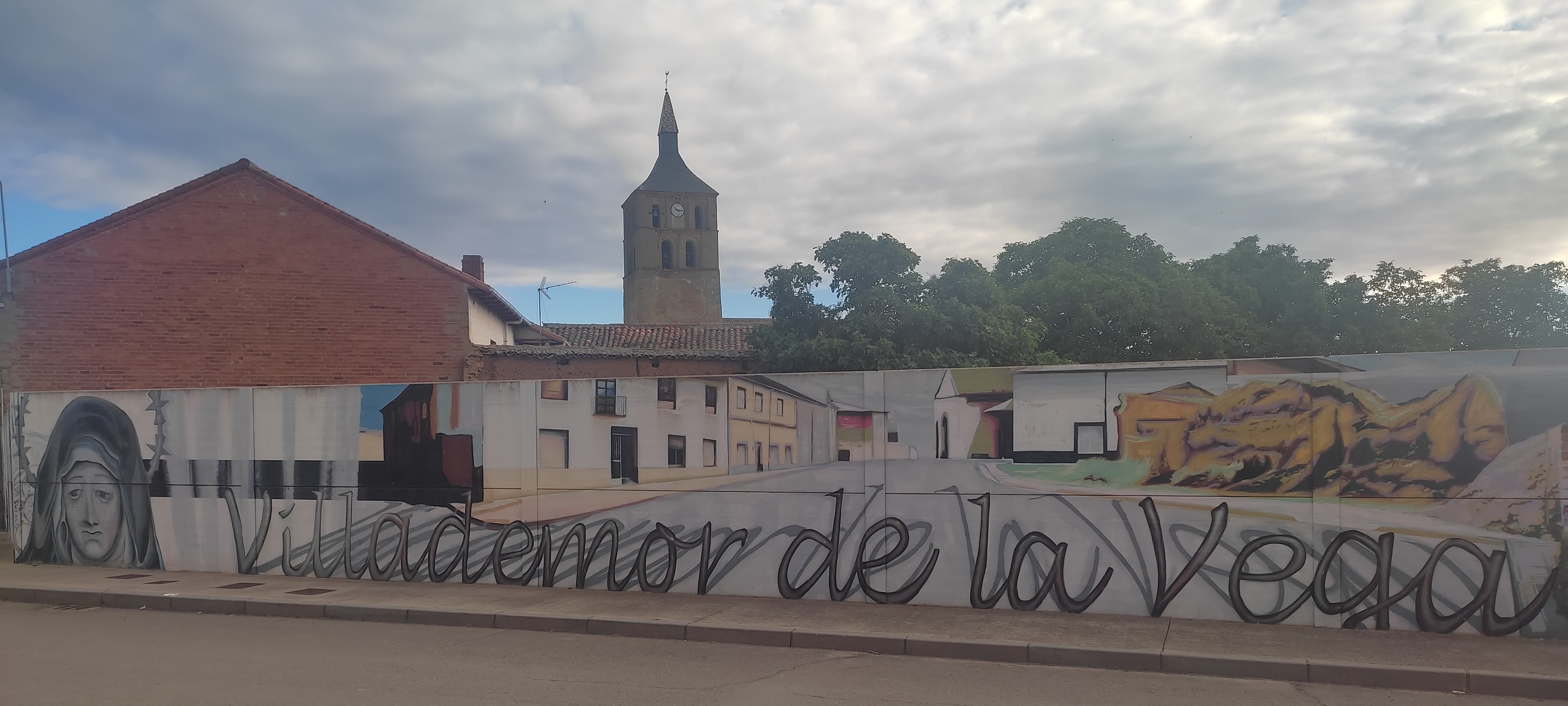